# Artediellus fuscimentus
Artediellus fuscimentus är en fiskart som beskrevs av Nelson, 1986. Artediellus fuscimentus ingår i släktet Artediellus och familjen simpor. Inga underarter finns listade i Catalogue of Life.